# スカラムーシュ (シベリウス)
『スカラムーシュ』（フランス語: Scaramouche） 作品71は、ジャン・シベリウスが作曲した付随音楽。ポウル・クヌスンが執筆した悲劇的パントマイムに付された音楽である。曲は1913年に完成し、1922年5月12日にコペンハーゲンの王立劇場でギーオウ・フベアの指揮、イミーリェ・ヴァルボムの振り付けで初演された。

## 楽器編成
オーボエ2、クラリネット2（B♭）、フルート2、ファゴット2、ホルン4（F）、トライアングル、ティンパニ、ピアノ、ヴィオラ独奏、チェロ独奏、弦五部。